# Le Sorcier
Le Sorcier je francouzský němý film z roku 1903. Režisérem je Georges Méliès (1861–1938). Film trvá necelé 4 minuty. Ve Spojených státech vyšel pod názvem The Witch's Revenge a ve Spojeném království jako The Sorcerer's Revenge.

## Děj
Starý čaroděj prosí krále o milost, aby nebyl připoután ke sloupu a mučen, a tak mu předvede své kouzelnické triky. Král se baví do chvíle, než čaroděj zmizí, když si sedne na rozhýbanou židli, a zase se objeví na jeho trůně. Král přivolá dva své strážné, ti jsou však vzápětí přeměněni v pomocníky čaroděje, který jim přikáže ho spoutat. Kouzelník na závěr vezme králi korunu a šťastně se všemi svými přáteli odtančí pryč.